# Campanario de Iván el Grande
En el centro del el Kremlin de Moscú, en la plaza de las Catedrales, se alza la torre de Iván el Grande (1505-1508), una de las obras más admirables de la arquitectura mundial del siglo XVI.
La esbelta y elevada torre del campanario constituye el eje que le da un carácter de composición a todo el Kremlin. Unifica a todos sus edificios, de diferentes épocas y estilos, en un conjunto arquitectónico único, sin par en la arquitectura universal.
La torre del campanario de Iván el Grande sirvió de modelo para crear numerosos templos con forma de torre, que dieron una orientación particular a la arquitectura de la vieja Rusia. 

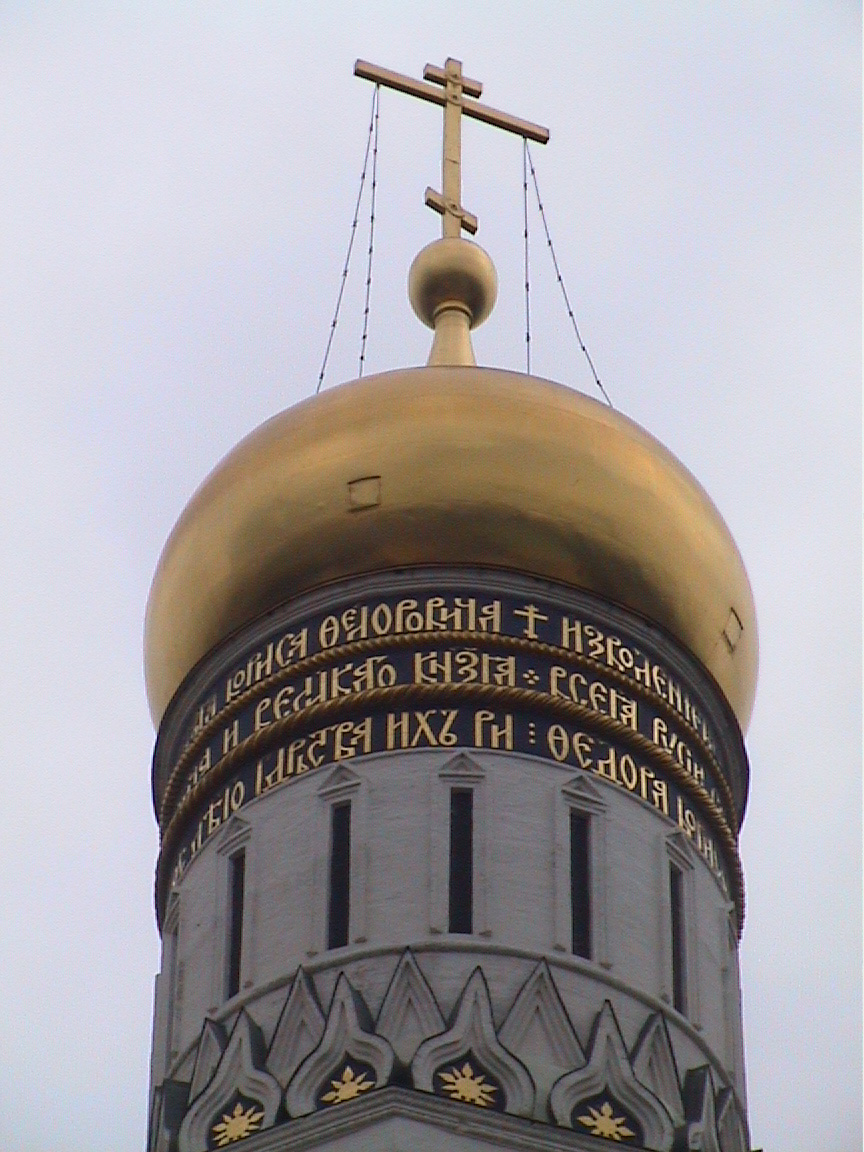
La cúpula de la torre.

La torre de Iván el Grande está formada por una construcción de tres cuerpos con figura de columna.Los tres cuerpos son ochavados superpuestos, cada uno menor que el inferior. Tienen terraza y galería descubierta con campanas en las mesetas de cada planta.La torre es de ladrillo:el zócalo y los cimientos,de grandes bloques de piedra blanca bien escuadrada.Hay indicios de que los cimientos son muy profundos y arrancan del nivel del lecho del río Moscova. Corona la torre una cúpula metálica en forma de galbo cubierto de chapa de cobre dorada.
En el espesor de la pared del primer cuerpo de la torre hay una escalera de piedra de 83 peldaños.En el segundo cuerpo pasa a ser helicoidal y tiene 149 peldaños. En el tercer cuerpo, una escalera metálica de 97 peldaños conduce por entre el muro hasta la cúpula. Toda la escalera consta de 329 peldaños.
En las galerías de los cuerpos están las campanas que son magníficas obras del arte de la fundición rusa de los siglos XVI al XIX.En el centro del campanario se alberga la campana más grande (pesa 64 toneladas),fundida en el siglo XIX. En total, en la torre de Iván el Grande y del campanario se conservan 21 campanas.
En la tercera planta del campanario está la iglesia de San Nicolás, trasladada a ella en el siglo XIX desde la plaza Ivanovskaya (la plaza que se extiende al este de la torre y que ostentaba el nombre de Iván en la antigüedad).
En el pasado la torre fue la principal atalaya del Kremlin, desde lo alto de la cual no sólo se divisaba Moscú, sino también a sus alrededores, en un radio de 30 km.
Las tropas napoleónicas,al abandonar Moscú en 1812 intentaron volar la torre, pero solo lograron destruir el campanario y sus edificaciones anexas.
En 1818-1819 los restableció el arquitecto Domenico Gilardi en su forma anterior, aunque añadiendo algunos elementos arquitectónicos del siglo XIX.
Hoy en el edificio del campanil se celebran diferentes exposiciones de los fondos de los museos del Kremlin